# Oľšinkov
Oľšinkov es un municipio del distrito de Medzilaborce en la región de Prešov, Eslovaquia, con una población estimada a final del año 2024 de 22 habitantes.
Se encuentra ubicado al noreste de la región, cerca del río Laborec (cuenca hidrográfica del río Tisza) y de la frontera con Polonia.

## Demografía
| Año        | 1994 | 2004     | 2014     | 2024     |
| ---------- | ---- | -------- | -------- | -------- |
| Población  | 57   | 34       | 27       | 22       |
| Diferencia |      | −40,35 % | −20,58 % | −18,51 % |

| Año        | 2023 | 2024    |
| ---------- | ---- | ------- |
| Población  | 21   | 22      |
| Diferencia |      | +4,76 % |